# 鄧嶽
鄧嶽，原名岳，為了避諱晉康帝名諱，改为嶽，一作岱；字子山，東晉陳郡陽夏（今河南太康）人，被大将军王敦以为参军，迁西陽太守。曾助王敦作乱，王敦败亡后与周抚投奔蛮王向蚕，遇到大赦后一同自首。王导用为从事中郎，再任西阳太守。於蘇峻之亂時領兵平亂有功，任中郎將，封為宜城縣伯。
子鄧遐亦為名將。

## 延伸阅读
[在维基数据编辑]
 《晉書·卷081》，出自房玄齡《晉書》